# Harold Lloyd

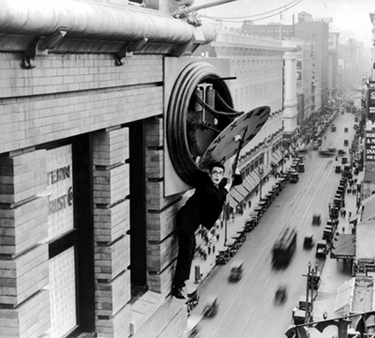
Lloyd i en berömd scen i Upp genom luften (1923).

Harold Clayton Lloyd, född 20 april 1893 i Burchard i Pawnee County, Nebraska, död 8 mars 1971 i Beverly Hills, Los Angeles, Kalifornien, var en amerikansk skådespelare, komiker, regissör, producent, manusförfattare och stuntman. Lloyd är för evigt förknippad med halsbrytande fasadklättringar i sina filmer, trots att detta endast förekom i tre kortfilmer samt tre långfilmer. Hans kännetecken är de runda glasögonen och den platta stråhatten.
Lloyd rankas vid sidan av Charlie Chaplin och Buster Keaton som en av de mest populära och inflytelserika filmkomikerna under stumfilmseran. Han gjorde nästan 200 komedifilmer, både stum- och talfilmer, mellan 1914 och 1947. Han är främst känd för sin glasögonprydda, fyndiga, framgångstörstande karaktär, som låg rätt i tiden i 1920-talets USA. Harold Lloyds filmer innehöll ofta "spänningssekvenser" som långa jaktscener och våghalsiga fysiska bedrifter. Scenen där Lloyd hänger i visarna på en klocka utanpå en skyskrapa i Upp genom luften (1923) är en av de mest kända i filmhistorien. Harold Lloyd fortsatte att göra många farliga stunts, trots att han hade skadat sig 1919, under en fotograferingssession för Roach Studio.
Bland Lloyds övriga filmer märks Akta er för flickor! (1924), Heja! Heja! Heja! (1925), I sjunde himmelen (1926), Lillebror (1927), Hurra, va' ja är bra! (1928), Fötterna först (1930), Filmflugan (1932) och Åh, en sån onsdag (1947).

## Biografi

### Karriär
Harold Lloyd räknas vid sidan om Charlie Chaplin och Buster Keaton till stumfilmens största komiker. Lloyd började sin filmkarriär som statist 1912. Han var som mest populär under 1920-talet, men han gjorde också sju ljudfilmer.
Lloyd fick sina första huvudroller 1915, som luffaren Lonesome Luke, uppenbart inspirerad av Chaplin. Men i motsats till Charlie saknade karaktären Luke elegans, och fick aldrig något genombrott hos publiken. Det gick bättre för Lloyd då Hal Roach, mest känd som skaparen av komikerparet Helan och Halvan, 1917 ville ha honom att spela en lite blyg, men oftast glad, yngling med hornbågade glasögon. Efter detta växte Lloyds popularitet snabbt, och han var under 1920-talet en lika berömd komiker som Chaplin och Keaton.

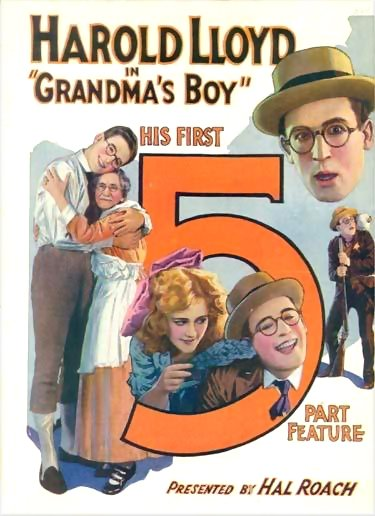
Affisch till Lloyds film Mandom mod och morske män från 1922.

Efter några år med kortfilmer gjorde Lloyd stor succé med långfilmer som Upp genom luften (1923), Blixt och dunder (1923), Akta er för flickor! (1924), Heja! Heja! Heja! (1925), I sjunde himmeln (1926) och Hurra, va' ja är bra! (1928). 
Lloyd klarade övergången till ljudfilmen inledningsvis relativt bra och hans mest kända och bästa ljudfilmer är kanske Fötterna först (1930) följd av Filmflugan (1932). Den sista film han själv spelade med i var Åh, en sån onsdag 1947. På äldre dagar sammanställde han också ett par klippfilmer från sina tidiga filmer.
I november 2005 gavs 28 av Lloyds filmer ut på DVD i USA. Många av Lloyds stumfilmer har numera nyskriven musik av Robert Israel eller Carl Davis.

### Fasadklättraren
De Lloydfilmer som är mest berömda är utan tvekan de där han klättrar på husfasader eller på stålbalkarna till skyskrapsbyggen. Men totalt sett är dessa filmer ganska få jämfört med att hela hans filmproduktion är på över 200 filmer. Filmerna där han klättrar är: Look Out Below (1919), High and Dizzy (1920), Alldeles på vippen (1921), Upp genom luften (1923), Fötterna först (1930) och Åh, en sån onsdag (1947).
Lloyds insats som klättrare blir än mer imponerande med tanke på den sprängningsolycka han drabbades av 1919, när han förlorade två fingrar (tummen och pekfingret) på högerhanden. Efter det hade han en naturfärgad handske på sig på den handen när han filmade. Olyckan hände mitt under inspelningen av filmen Haunted Spooks och man kan tydligt se vilka scener som spelades in före olyckan och vilka som spelades in när inspelningen återupptogs efter Lloyds fyra månader långa konvalescens.

### Privatliv
Lloyd gifte sig 1923 med sin dåvarande "leading lady" Mildred Davis (som därefter slutade filma), äktenskapet varade till hennes död 1969, två år före Harolds. De fick tre barn, varav två arbetat inom filmbranschen.

### Trivia
- Harold Lloyds runda glasögon i filmerna saknade glas (för att slippa reflexer i kameran) och bestod alltså bara av själva bågarna. Det var först senare i livet som Lloyd behövde bära glasögon privat.
- Lloyds smeknamn sedan barnåren var Speedy, ett namn som både förekommer i Heja! Heja! Heja! (1925) och Hurra, va' ja är bra! (1928).
- En av de mest kända scenerna ur Lloyds filmer är från filmen Upp genom luften från 1923, när han hänger i visarna på en klocka. Den scenen har efterapats i bland annat Tillbaka till framtiden (där skådespelaren som hänger i visarna passande heter Christopher Lloyd) och Jönssonligan får guldfeber, där Stockholms stadshus försetts med en klocka.

## Filmografi i urval
De flesta av nedanstående filmer existerar än i idag i olika filmarkiv runt om i världen. En del finns också utgivna på DVD och Blu-ray (främst de från cirka 1919 och framåt). Negativen till många av Lloyds tidiga kortfilmer förlorades i en brand på hans egendom 1943. De senare långfilmerna är bevarade i utmärkt skick.

- The Old Monk's Tale (1913) (ej omnämnd i rollistan)
- The Twelfth Juror (1913) (ej omnämnd i rollistan)
- Cupid in a Dental Parlor (1913) (ej omnämnd i rollistan)
- Hulda of Holland (1913) (ej omnämnd i rollistan)
- His Chum the Baron (1913) (obekräftad medverkan)
- A Little Hero (1913) (ej omnämnd i rollistan)
- Rory o' the Bogs (1913) (ej omnämnd i rollistan)
- Twixt Love and Fire (1914) (tillsammans med Fatty Arbuckle)
- Sealed Orders (1914) (obekräftad medverkan)
- Samson (1914) (ej omnämnd i rollistan)
- The Sandhill Lovers (1914) (under namnet Hal Lloyd)
- The Patchwork Girl of Oz (1914) (obekräftad medverkan)
- Beyond His Fondest Hopes (1915)
- Pete, the Pedal Polisher (1915)
- Close-Cropped Clippings (1915)
- Hogan's Romance Upset (1915) (obekräftad medverkan)
- Willie Runs the Park (1915)
- Just Nuts (1915) (under namnet Willie Work)
- Love, Loot and Crash (1915) (obekräftad medverkan)
- Their Social Splash (1915)
- Miss Fatty's Seaside Lovers (1915) (tillsammans med Fatty Arbuckle)
- From Italy's Shores (1915)
- Court House Crooks (1915) (under namnet "Young Man Out of Work")
- The Hungry Actors (1915)
- The Greater Courage (1915)
- A Submarine Pirate (1915) (under namnet Cook)
- Spit-Ball Sadie (1915) (Lonesome Luke-film)
- Terribly Stuck Up (1915) (Lonesome Luke-film)
- A Mixup for Mazie (1915) (Lonesome Luke-film)
- Some Baby (1915) (Lonesome Luke-film)
- Fresh from the Farm (1915) (Lonesome Luke-film)
- Giving Them Fits (1915) (Lonesome Luke-film)
- Bughouse Bellhops (1915) (Lonesome Luke-film)
- Tinkering with Trouble (1915) (Lonesome Luke-film)
- Great While It Lasted (1915) (Lonesome Luke-film)
- Ragtime Snap Shots (1915) (Lonesome Luke-film)
- A Foozle at the Tee Party (1915) (Lonesome Luke-film)
- Ruses, Rhymes and Roughnecks (1915) (Lonesome Luke-film)
- Peculiar Patients' Pranks (1915) (Lonesome Luke-film)
- Lonesome Luke, Social Gangster (1915) (Lonesome Luke-film)
- Lonesome Luke Leans to the Literary (1916) (Lonesome Luke-film)
- Luke Lugs Luggage (1916) (Lonesome Luke-film)
- Lonesome Luke Lolls in Luxury (1916) (Lonesome Luke-film)
- Luke, the Candy Cut-Up (1916) (Lonesome Luke-film)
- Luke Foils the Villain (1916) (Lonesome Luke-film)
- Luke and the Rural Roughnecks (1916) (Lonesome Luke-film)
- Luke Pipes the Pippins (1916) (Lonesome Luke-film)
- Lonesome Luke, Circus King (1916) (Lonesome Luke-film)
- Luke's Double (1916) (Lonesome Luke-film)
- Them Was the Happy Days! (1916) (Lonesome Luke-film)
- Luke and the Bomb Throwers (1916) (Lonesome Luke-film)
- Luke's Late Lunchers (1916) (Lonesome Luke-film)
- Luke Laughs Last (1916) (Lonesome Luke-film)
- Luke's Fatal Flivver (1916) (Lonesome Luke-film)
- Luke's Society Mixup (1916) (Lonesome Luke-film)
- Luke's Washful Waiting (1916) (Lonesome Luke-film)
- Luke Rides Roughshod (1916) (Lonesome Luke-film)
- Luke, Crystal Gazer (1916) (Lonesome Luke-film)
- Luke's Lost Lamb (1916)(Lonesome Luke-film)
- Luke Does the Midway (1916) (Lonesome Luke-film)
- Luke Joins the Navy (1916) (Lonesome Luke-film)
- Luke and the Mermaids (1916) (Lonesome Luke-film)
- Luke's Speedy Club Life (1916) (Lonesome Luke-film)
- Luke and the Bang-Tails (även under namnet Luke and the Bangtails) (1916) (Lonesome Luke-film)
- Luke, the Chauffeur (1916) (Lonesome Luke-film)
- Luke's Preparedness Preparations (1916) (Lonesome Luke-film)
- Luke, the Gladiator (1916) (Lonesome Luke-film)
- Luke, Patient Provider (1916) (Lonesome Luke-film)
- Luke's Newsie Knockout (1916) (Lonesome Luke-film)
- Luke's Movie Muddle (även under namnet The Cinema Director) (1916) (Lonesome Luke-film)
- Luke, Rank Impersonator (1916) (Lonesome Luke-film)
- Luke's Fireworks Fizzle (1916) (Lonesome Luke-film)
- Luke Locates the Loot (1916) (Lonesome Luke-film)
- Luke's Shattered Sleep (1916) (Lonesome Luke-film)
- Lonesome Luke's Lovely Rifle (1917) (Lonesome Luke-film)
- Luke's Lost Liberty (1917) (Lonesome Luke-film)
- Luke's Busy Day (1917) (Lonesome Luke-film)
- Luke's Trolley Troubles (1917) (Lonesome Luke-film)
- Lonesome Luke, Lawyer (1917) (Lonesome Luke-film)
- Luke Wins Ye Ladye Faire (1917) (Lonesome Luke-film)
- Lonesome Luke's Lively Life (1917) (Lonesome Luke-film)
- Lonesome Luke on Tin Can Alley (1917) (Lonesome Luke-film)
- Lonesome Luke's Honeymoon (1917) (Lonesome Luke-film)
- Lonesome Luke, Plumber (1917) (Lonesome Luke-film)
- Stop! Luke! Listen! (1917) (Lonesome Luke-film)
- Lonesome Luke, Messenger (1917) (Lonesome Luke-film)
- Lonesome Luke, Mechanic (1917) (Lonesome Luke-film)
- Lonesome Luke's Wild Women (1917) (Lonesome Luke-film)
- Lonesome Luke Loses Patients (1917) (Lonesome Luke-film)
- Birds of a Feather (1917) (Lonesome Luke-film)
- From Laramie to London (1917) (Lonesome Luke-film)
- Love, Laughs and Lather (1917) (Lonesome Luke-film)
- Clubs Are Trump (1917) (Lonesome Luke-film)
- We Never Sleep (1917) (Lonesome Luke-film)
- Från och med här är spelar Lloyd rollfigur med glasögonen
- Over the Fence (1917)
- Pinched (1917)
- By the Sad Sea Waves (1917)
- Bliss (1917)
- Rainbow Island (1917)
- The Flirt (1917)
- All Aboard (1917)
- Move On (1917)
- Bashful (1917)
- Step Lively (1917)
- The Big Idea (1917)
- The Tip (1918)
- The Lamb (1918)
- Hit Him Again (1918)
- Beat It (1918)
- A Gasoline Wedding (1918)
- Look Pleasant, Please (1918)
- Here Come the Girls (1918)
- Let's Go (1918)
- On the Jump (1918)
- Follow the Crowd (1918)
- Pipe the Whiskers (1918)
- It's a Wild Life (1918)
- Hey There (1918)
- Kicked Out (1918)
- The Non-Stop Kid (1918)
- Two-Gun Gussie (1918)
- Fireman Save My Child (1918)
- The City Slicker (1918)
- Sic 'Em, Towser (1918)
- Somewhere in Turkey (1918)
- Are Crooks Dishonest? (1918)
- An Ozark Romance (1918)
- Kicking the Germ Out of Germany (1918)
- That's Him (1918)
- Bride and Gloom (1918)
- Two Scrambled (1918)
- Bees in His Bonnet (1918)
- Swing Your Partners (1918)
- Why Pick on Me? (1918)
- Nothing but Trouble (1918)
- Back to the Woods (1918)
- Hear 'Em Rave (1918)
- Take a Chance (1918)
- She Loves Me Not (1918)
- Wanted – $5,000 (1919)
- Going! Going! Gone! (1919)
- Ask Father (1919)
- On the Fire (även under namnet The Chef) (1919)
- I'm on My Way (1919)
- Look Out Below (1919)
- The Dutiful Dub (1919)
- Next Aisle Over (1919)
- A Sammy in Siberia (1919)
- Just Dropped In (1919)
- Young Mr. Jazz (1919)
- Crack Your Heels (1919)
- Ring Up the Curtain (även kallas Back-Stage!) (1919)
- Si, Senor (1919)
- Before Breakfast (1919)
- The Marathon (1919)
- Pistols for Breakfast (1919)
- Swat the Crook (1919)
- Off the Trolley (1919)
- Spring Fever (1919 film)|Spring Fever (1919)
- Billy Blazes, Esq. (1919) (under namnet Billy Blazes)
- Just Neighbors (1919)
- At the Old Stage Door (1919)
- Never Touched Me (1919)
- A Jazzed Honeymoon (1919)
- Count Your Change (1919)
- Chop Suey & Co. (1919)
- Heap Big Chief (1919)
- Don't Shove (1919)
- Be My Wife (1919)
- The Rajah (1919)
- He Leads, Others Follow (1919)
- Soft Money (1919)
- Count the Votes (1919)
- Pay Your Dues (1919)
- His Only Father (1919)
- Bumping Into Broadway (1919)
- Captain Kidd's Kids (1919)
- From Hand to Mouth (1919)
- His Royal Slyness (1920)
- Haunted Spooks (1920)
- An Eastern Westerner (1920)
- High and Dizzy (1920)
- Get Out and Get Under (1920)
- Number, Please? (1920)
- Now or Never (1921)
- Falska hertigen (1921; Among Those Present)
- I Do (1921)
- Alldeles på vippen (1921; Never Weaken)
- Det är sjömannens liv (1921; A Sailor-Made Man)
- Mandom mod och morske män (1922; Grandma's Boy)
- D:r Jack (1922; Doctor Jack)
- Upp genom luften (1923; Safety Last)
- Blixt och dunder (1923; Why Worry?)
- Dogs of War (1923) (kortfilm som ingår i Vårat gäng-serien, Lloyd spelar sig själv)
- Akta er för flickor! (1924; Girl Shy)
- Svärmor kommer (1924; Hot Water)
- Heja! Heja! Heja! (1925; The Freshman)
- I sjunde himmeln (1926; For Heaven's Sake)
- Lillebror (1927; The Kid Brother)
- Hurra, va' ja är bra! (1928; Speedy)
- Ingen rädder här! (1929) (första ljudfilmen)
- Fötterna först (1930; Feet First)
- Filmflugan (1932; Movie Crazy)
- The Cat's-Paw (1934)
- Folkets jubel (1936; The Milky Way)
- Hallå, professorn! (1938; Professor Beware)
- Åh, en sån onsdag (1947; The Sin of Harold Diddlebock)
- Hela världen skrattar (1962; Harold Lloyd's World of Comedy, kavalkadfilm)
- Livet e' stenkul (1963; Harold Lloyd's Funny Side of Life, kavalkadfilm)